# Волхонка (приток Упы)
Волхонка (Волкона) — река в России, протекает по Дубенскому району Тульской области. Правый приток Упы. В древности называлась Волконь. На данной реке располагался удельный княжеский центр Волкона (Волконеск), давший имя княжескому роду Волконских.

## География
Река Волхонка берёт начало у деревни Азаровка. Течёт в восточном направлении. У деревни Берёзово сливается со своим крупнейшим левым притоком, рекой Волхоной. Устье реки находится у деревни Тимофеевка, в 135 км от устья Упы. Длина реки составляет 14 км.

## Данные водного реестра
По данным государственного водного реестра России относится к Окскому бассейновому округу, водохозяйственный участок реки — Упа от истока и до устья, речной подбассейн реки — Бассейны притоков Оки до впадения Мокши. Речной бассейн реки — Ока.
Код объекта в государственном водном реестре — 09010100312110000019236.